# 나이팅게일섬

수평 방향에서 바라본 나이팅게일섬

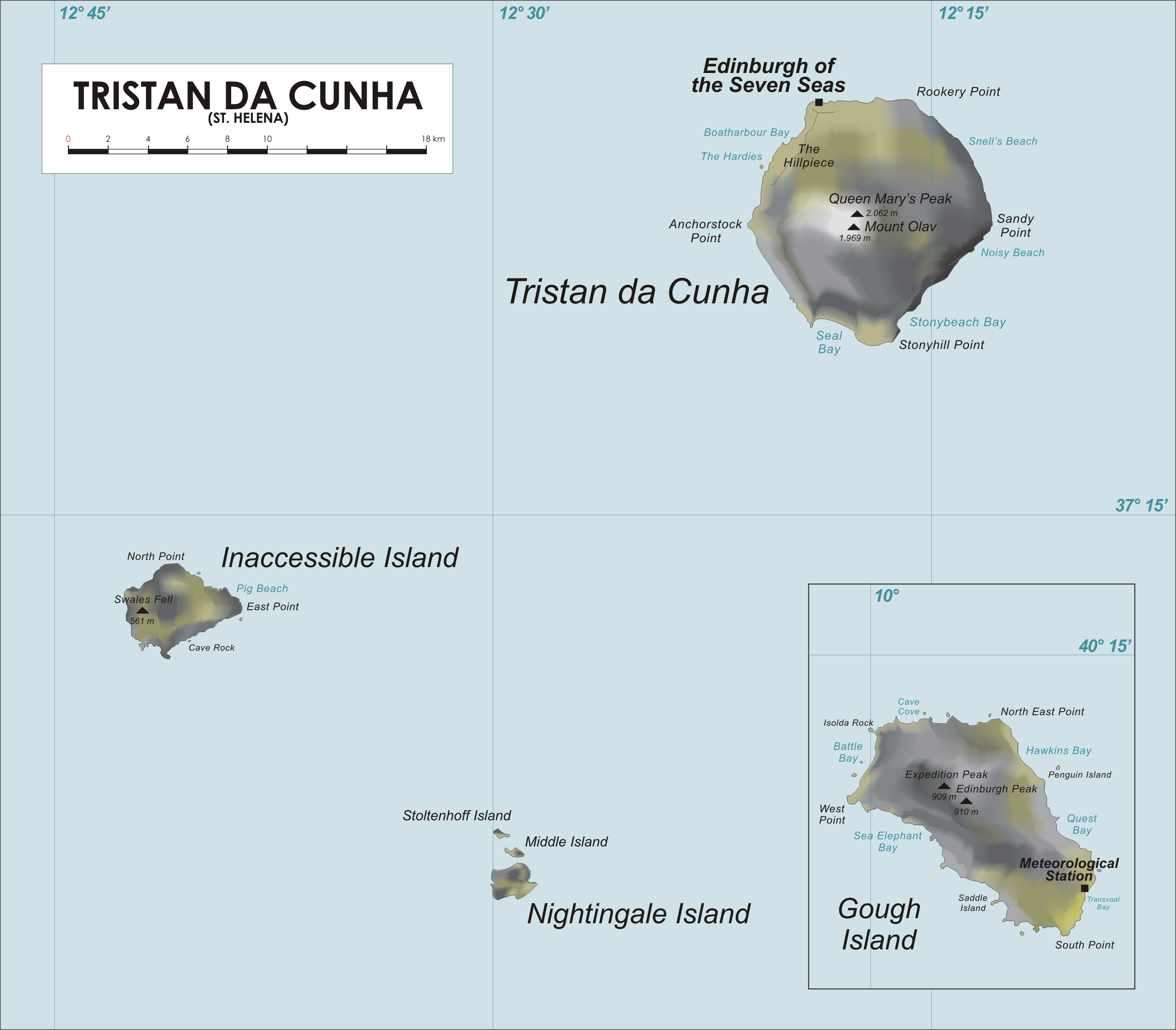
나이팅게일섬의 위치

나이팅게일섬(Nightingale Island)은 남대서양의 활화산섬으로, 면적은 3제곱킬로미터이며 트리스탄다쿠냐 제도의 일부이다. 영국이 세인트헬레나 어센션 트리스탄다쿠냐의 해외 영토의 일부로 관리하고 있다.
나이팅게일섬은 미들섬과 스톨텐호프섬을 포함하는 나이팅게일 제도의 일부이다. 이 세 섬 모두 무인도이지만 학술 목적으로 주기적으로 방문한다.

## 지리
나이팅게일섬은 북쪽 끝으로 2개의 봉오리가 있다. 하나는 337미터 높이이고 다른 하나는 293미터 높이이다. 섬 나머지 부분은 절벽으로 둘러싼다.

## 기후
나이팅게일섬의 기후는 다른 트리스탄다쿠냐 섬들과 비슷하게 해양성 기후이다.